# Vurang
Vurang é uma montanha russa de aço indoor, localizada no parque de diversões Hopi Hari. Foi construída pela empresa suíça Intamin AG (International Amusement Installations), e pertence ao modelo Twist and Turn Coaster, em que os vagões giram livremente em torno do próprio eixo durante o percurso.
A atração se encontra dentro de uma construção em forma de pirâmide onde a tematização foi inspirada nos monumentos localizados na Cidade Antiga de Sigiriya, no Sri Lanka. Ao sair da estação, o trem faz uma curva à direita e inicia a primeira subida. Ao chegar no topo, o trem passa por uma curva em formato de "S" e, logo após isto, sai rapidamente da pirâmide fazendo uma curva de 180° à esquerda, logo acima do portão de entrada da atração. Ao entrar novamente na pirâmide, o trem passa pela primeira queda onde atinge uma velocidade de aproximadamente 45 km/h. Em um determinado momento o trem passa por uma segunda subida motorizada, de altura aproximadamente igual à primeira, onde adquire mais energia potencial para completar o restante do percurso.
Desde a inauguração do parque em 1999 até o início de 2012, o interior da construção onde se localiza a montanha-russa contava com túneis posicionados de forma estratégica que tinham como função impedir a entrada de luz exterior, fazendo com que o percurso fosse realizado completamente no escuro, exceto pelo breve momento em que o trem sai da pirâmide após a primeira subida. Em meados de 2012 estes túneis foram retirados, tornando o interior da atração claro o suficiente para que todo o percusso pudesse ser visto pelos visitantes. Contudo, para a comemoração de 19 anos do Hopi Hari, em 2018, foram instalados novos túneis, onde foi possível deixar todo seu interior escuro novamente, da mesma forma como acontecia até 2012. Para deixar a experiência mais completa, também foram adcionados efeitos de strobo e fumaça, dando sensação de perda de noção de espaço ao visitante .
A Vurang fica localizada em uma região do Hopi Hari chamada de Mistieri, que é uma região que retrata os povos antigos como Egípcios, Maias, entre outros. Nessa mesma região, também está localizada a Montezum, a maior montanha russa de madeira da América Latina.